# Shah Jahan II.
Shah Jahan II., auch Rafi ud-Daulah (geboren 1698; gestorben am 19. September 1719 in Delhi) war der 11. Großmogul von Indien im Jahr 1719.

## Leben und Wirken
Sein Vorgänger Farrukh Siyar wurde im Jahr 1719 durch eine Palastintrige der Sayyiden ermordet, zweier Brüder, die als Kommandanten am Mogulhof dienten und zu einem wesentlichen Machtfaktor am Hof aufgestiegen waren. Nach dem Tod Rafi Ul-Darjats kam Rafi ud-Daulah unterstützt durch die der Sayyiden am 6. Juni 1719 auf den Thron. Deren Gegner Muhammad Shah setzte sich aber in einem blutigen Machtkampf gegen den am 19. September 1719 ermordeten Shah Jahan II. und weitere Thronanwärter durch und ließ auch die Sayyiden später ermorden.